# 陳乃超
陳乃超（1924年—）號老子門徒，廣東番禺人。中華民國醫師、書畫家、教育家。

## 生平
陳乃超復旦大學畢業、倫敦實踐科學學院榮譽博士。1962年5月，在投奔臺灣的逃亡潮中，經濟學者陳乃超教授和何文海教授等人來臺灣，被中華民國政府封為「反共義士」，陳乃超與何文海都被安排到中華民國教育部任職。陳乃超任「教育部醫藥教育研究委員會」專門委員，國立交通大學副教授。曾任台灣中國文藝座談會會長，香港中醫師公會永遠名譽會長，台灣真言出版社社長等職。
陳乃超擅長書畫，多次在台北、香港舉行書畫展。尤以1979年與王世昭等人舉行海外僑胞書畫展最為盛大。著有《哮喘成因與治療之研究》、《哮喘之根治》、《陳乃超畫集》等。

## 著作
- 哮喘成因與治療之研究
- 哮喘之根治
- 陳乃超畫集
- 中共鐵蹄下的僑眷和歸僑[6]
- 我撬開了竹幕[7]